# Маріупольська вулиця (Миколаїв)
Маріу́польська ву́лиця — вулиця в історичній частині міста Миколаєва.

## Розташування

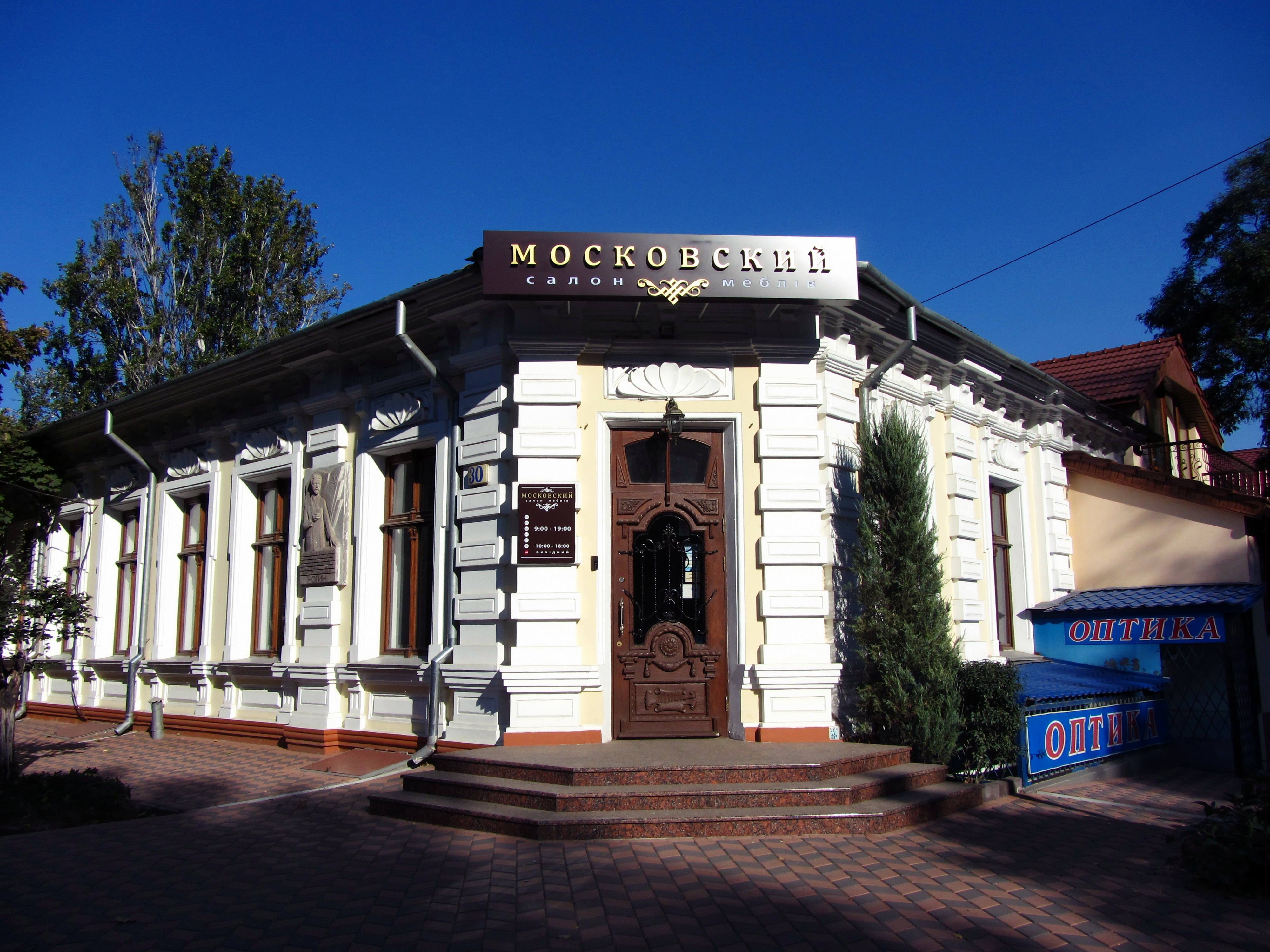
Будинок, в якому у 1904 р. мешкав партійний та державний діяч В. П. Ногін, Маріупольська вул., 30

Пам'ятник корабелам і флотоводцям Миколаєва

Колишній клуб робітничої молоді та комітету комсомолу

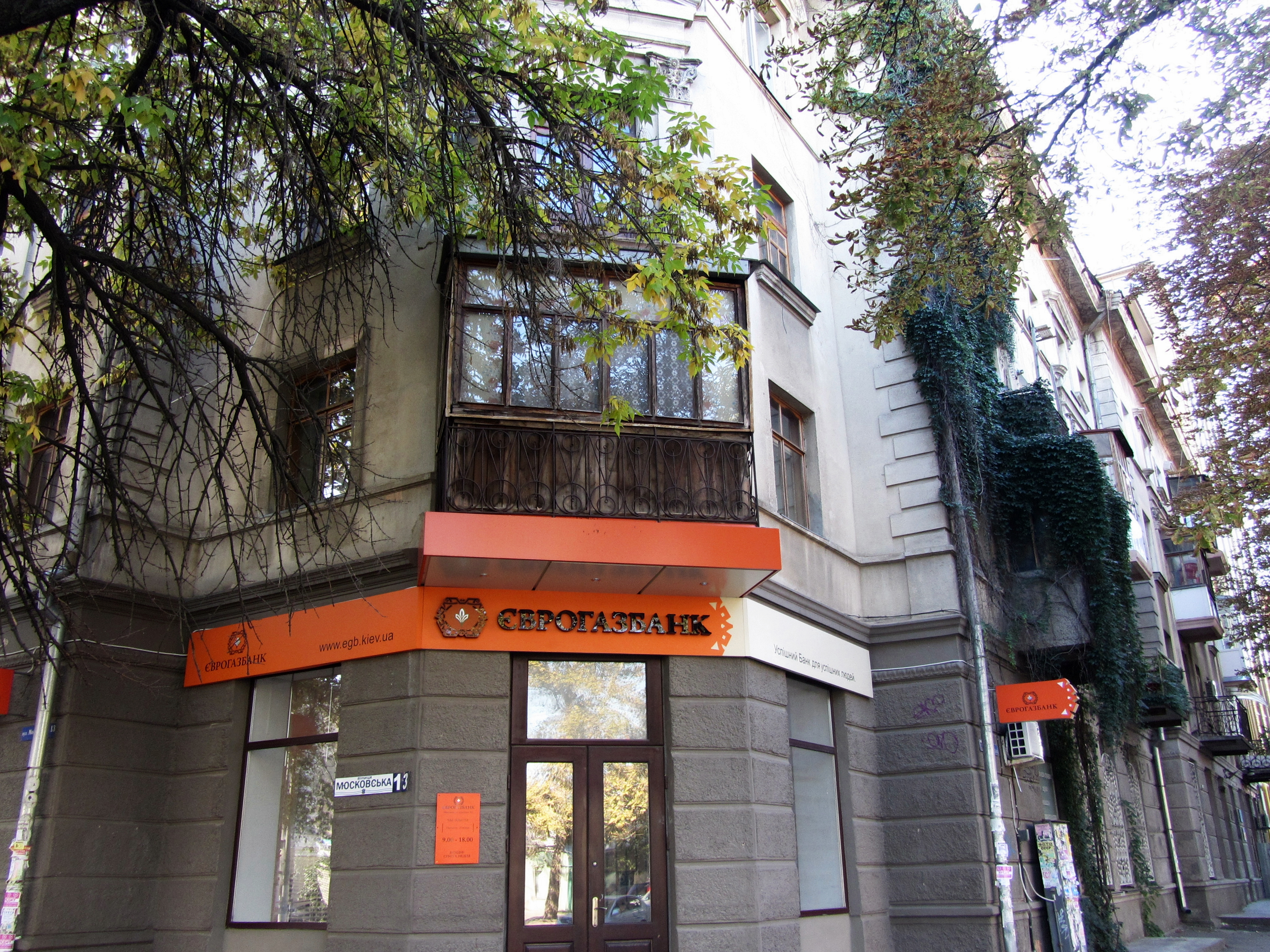
Фасад житлового будинку, Маріупольська вул., 13

Маріупольська вулиця — поперечна вулиця в Городовій частині старого Миколаєва. Нині вона обмежена з півночі Адміральською вулицею, а з півдня Пограничною вулицею. Її протяжність трохи більше двох кілометрів.

## Історія
У 1822 р. поліцмейстером П. І. Федоровим запропоновано назву Соборна вулиця, оскільки вона починалася від задньої стіни Адміралтейського собору. Назва не була затверджена адміралом О. С. Грейгом. У 1835 р. поліцмейстер Г. Г. Автономов запропонував назву Московська вулиця — за напрямком на Москву, за яким орієнтована вулиця і тому ще, що вона виводила до Московської застави, що розташовувалася у Інгульської переправи. А назву «Соборна» отримала нинішня Соборна вулиця.
25 березня 2022 року під час російського вторгнення в Україну у відеозверненні міський голова Олександр Сєнкевич повідомив про початок підготування документів на перейменування вулиці Московської на Маріупольську.
28 липня 2022 року рішенням міської ради вулицю перейменовано на Маріупольську.

## Пам'ятки та будівлі
- У будинку № 1 по вулиці Маріупольській розташовується державний архів Миколаївської області
- В будинку № 9 розташовані Миколаївська обласна універсальна наукова бібліотека і широкоформатний кінотеатр «Батьківщина»
- Пам'ятник корабелам і флотоводцям Миколаєва, розташований між вулицями Маріупольською, Скоропадського, Соборною та Центральним проспектом
- Колишній клуб робітничої молоді та комітету комсомолу розташований на розі вулиць Маріупольської і Пограничної
- На будинку № 4 розміщена меморіальна дошка — місце боїв червоноармійців з німецькими інтервентами 1918 р.

## Вулиці, що перетинають Маріупольську  (у порядку з півночі на південь)
Адміральська, Вадима Благовісного, Спаська, Велика Морська, Шевченка, Павла Скоропадського, Центральний проспект, Погранична, Севастопольська, Ігоря Бедзая, Панаса Саксаганського, Сінна.